# Lowland Football League 2013–14
Lowland League 2013–14, là mùa giải đầu tiên của Lowland Football League. Đội vô địch là Spartans. Mặc dù đã hội nhập với hệ thống giải, điều được đồng ý là bởi vì giải đấu đang tái cơ cấu nên đội vô địch không muốn tham gia SPFL.

## Câu lạc bộ
| Câu lạc bộ            | Vị trí         | Sân nhà                 | Sức chứa | Tham khảo |
| --------------------- | -------------- | ----------------------- | -------- | --------- |
| Dalbeattie Star       | Dalbeattie     | Islecroft Stadium       | 3,500    | [ 2 ]     |
| East Kilbride         | East Kilbride  | K Park Training Academy | 400      | [ 3 ]     |
| Edinburgh City        | Edinburgh      | Meadowbank Stadium      | 16,500   | [ 4 ]     |
| Gala Fairydean Rovers | Galashiels     | Netherdale              | 4,000    | [ 5 ]     |
| Gretna 2008           | Gretna         | Raydale Park            | 2,200    | [ 6 ]     |
| Preston Athletic      | Prestonpans    | Pennypit Park           | 4,000    | [ 7 ]     |
| Selkirk               | Selkirk        | Yarrow Park             | 1,162    | [ 8 ]     |
| Spartans              | Edinburgh      | Ainslie Park            | 3,000    | [ 9 ]     |
| Stirling University   | Stirling       | Forthbank Stadium       | 3,808    | [ 10 ]    |
| Threave Rovers        | Castle Douglas | Meadow Park             | 1,500    | [ 11 ]    |
| Vale of Leithen       | Innerleithen   | Victoria Park           | 1,500    | [ 12 ]    |
| Whitehill Welfare     | Rosewell       | Ferguson Park           | 2,614    | [ 13 ]    |

## Bảng xếp hạng
| XH | Đội                   | Tr | T  | H | T  | BT | BB | HS  | Đ  |
| -- | --------------------- | -- | -- | - | -- | -- | -- | --- | -- |
| 1  | Spartans (C)          | 22 | 15 | 4 | 3  | 57 | 16 | +41 | 49 |
| 2  | Stirling University   | 22 | 14 | 3 | 5  | 48 | 26 | +22 | 45 |
| 3  | Dalbeattie Star       | 22 | 11 | 7 | 4  | 59 | 34 | +25 | 40 |
| 4  | Whitehill Welfare     | 22 | 12 | 3 | 7  | 56 | 36 | +20 | 39 |
| 5  | Edinburgh City        | 22 | 12 | 1 | 9  | 49 | 32 | +17 | 37 |
| 6  | Vale of Leithen       | 22 | 11 | 3 | 8  | 41 | 43 | −2  | 36 |
| 7  | Gretna 2008           | 22 | 8  | 7 | 7  | 40 | 33 | +7  | 31 |
| 8  | East Kilbride         | 22 | 8  | 4 | 10 | 28 | 31 | −3  | 28 |
| 9  | Preston Athletic      | 22 | 7  | 3 | 12 | 40 | 53 | −13 | 24 |
| 10 | Gala Fairydean Rovers | 22 | 7  | 2 | 13 | 46 | 63 | −17 | 23 |
| 11 | Threave Rovers        | 22 | 4  | 5 | 13 | 22 | 53 | −31 | 17 |
| 12 | Selkirk               | 22 | 1  | 2 | 19 | 20 | 86 | −66 | 5  |

Cập nhật đến 26 May 2014
Nguồn: BBC Sport
Quy tắc xếp hạng: 1. Điểm; 2. Hiệu số bàn thắng; 3. Số bàn thắng.
(VĐ) = Vô địch; (XH) = Xuống hạng; (LH) = Lên hạng; (O) = Thắng trận Play-off; (A) = Lọt vào vòng sau. 
Chỉ được áp dụng khi mùa giải chưa kết thúc: 
(Q) = Lọt vào vòng đấu cụ thể của giải đấu đã nêu; (TQ) = Giành vé dự giải đấu, nhưng chưa tới vòng đấu đã nêu.

## Kết quả
| S.nhà ╲ S.khách       | DBS | EKB | EDC | GFR | G08 | PRA | SEL  | SPA | SLU | THR | VOL | WHW |
| Dalbeattie Star       |     | 2–0 | 0–1 | 4–1 | 1–1 | 3–3 | 9–1  | 2–2 | 3–3 | 0–0 | 4–0 | 1–5 |
| East Kilbride         | 0–3 |     | 1–3 | 2–3 | 1–1 | 2–0 | 4–1  | 1–0 | 1–2 | 1–1 | 0–1 | 1–0 |
| Edinburgh City        | 2–1 | 0–1 |     | 4–1 | 1–5 | 4–1 | 4–0  | 0–1 | 1–0 | 0–2 | 7–2 | 5–1 |
| Gala Fairydean Rovers | 1–4 | 0–1 | 3–3 |     | 2–6 | 1–4 | 6–3  | 0–3 | 1–4 | 4–0 | 2–3 | 3–0 |
| Gretna 2008           | 3–3 | 3–2 | 2–1 | 1–2 |     | 1–1 | 5–0  | 0–3 | 0–1 | 0–3 | 2–3 | 1–1 |
| Preston Athletic      | 3–4 | 1–2 | 2–1 | 5–2 | 0–2 |     | 3–1  | 2–1 | 1–3 | 3–0 | 1–2 | 2–9 |
| Selkirk               | 2–4 | 0–3 | 1–3 | 0–3 | 0–4 | 1–3 |      | 0–3 | 1–5 | 1–1 | 1–3 | 3–6 |
| Spartans              | 1–1 | 0–0 | 1–0 | 2–1 | 4–0 | 4–0 | 11–2 |     | 2–1 | 4–0 | 1–1 | 2–0 |
| Stirling University   | 0–1 | 2–1 | 3–1 | 2–2 | 0–0 | 3–2 | 3–0  | 3–2 |     | 2–0 | 4–1 | 0–2 |
| Threave Rovers        | 1–4 | 1–0 | 0–5 | 4–5 | 0–1 | 2–2 | 0–0  | 1–3 | 1–4 |     | 2–1 | 2–5 |
| Vale of Leithen       | 2–1 | 3–3 | 1–2 | 4–1 | 2–0 | 2–0 | 3–1  | 0–5 | 2–3 | 4–0 |     | 0–2 |
| Whitehill Welfare     | 2–4 | 4–1 | 3–1 | 4–2 | 2–2 | 3–1 | 0–1  | 1–2 | 1–0 | 4–1 | 1–1 |     |

Cập nhật lần cuối: 26 May 2014.
Nguồn: BBC Sport
1 ^ Đội chủ nhà được liệt kê ở cột bên tay trái.
Màu sắc: Xanh = Chủ nhà thắng; Vàng = Hòa; Đỏ = Đội khách thắng.